# Dicranomyia uckillya
Dicranomyia uckillya là một loài ruồi trong họ Limoniidae. Chúng phân bố ở miền Australasia.